# Ґанді-Джаянті
Ґанді-Джаянті (гінді गांधी जयंती, англ. Gandhi Jayanti) — свято в Індії, що відзначає день народження Махатми Ґанді, «батька нації». Він народився 2 жовтня 1869 року, тому свято відбувається щороку 2 жовтня. Це одне з трьох національних свят Індії, воно святкується на всій території країни. Більш того, Генеральна асамблея ООН оголосила в 2007 році, що 2 жовтня стане Міжнародним днем ненасильства. Цього дня в Індії заборонені продаж та споживання алкоголю.